# Costa Volpino
Costa Volpino est une commune italienne de la province de Bergame, dans la région Lombardie.

## Géographie
Situé sur les rives du Lac d'Iseo, au nord de la plaine du Pô dans les Alpes Italiennes.

## Administration
| Période                                  | Période | Identité | Étiquette | Qualité |
| ---------------------------------------- | ------- | -------- | --------- | ------- |
|                                          |         |          |           |         |
| Les données manquantes sont à compléter. |         |          |           |         |

### Hameaux
Branìco, Ceratéllo, Corti, Flaccanìco, Qualìno, Piano, Volpino

### Communes limitrophes
Bossico, Lovere, Pian Camuno, Pisogne, Rogno, Songavazzo